# The American Idol Experience
The American Idol Experience è una attrazione del parco Disney's Hollywood Studios sito a Walt Disney World Resort. Ispirato alla popolare serie televisiva American Idol, l'attrazione invita gli ospiti del parco a un'audizione dal vivo davanti a un pubblico che voterà per il cantante preferito.

## Svolgimento

### Audizioni
Gli ospiti del parco sopra i 14 anni incominceranno con un'audizione dinanzi a un "produttore" che giudicherà i cantanti in base alla loro capacità di cantare e di esibirsi davanti a una platea. Come con le audizioni per il programma televisivo, la prima audizione sarà a cappella. I cantanti selezionati accederanno a un secondo turno, dove selezionare una canzone da elenco fornito dai produttori e verranno ascoltati di nuovo, questa volta con la musica registrata; per garantire che gli ospiti sentano una più ampia varietà di canzoni, possono selezionare solo le canzoni che non hanno precedentemente scelto quel giorno.

### Spettacoli Preliminari
L'attrazione permette un certo numero spettacoli ogni giorno, con uno spettacolo finale in serata. A ogni spettacolo preliminare, gli ospiti si esibiscono davanti a un pubblico dal vivo, sul palco principale del teatro, progettato per assomigliare alla versione televisiva. Con una pulsantiera, il pubblico potrà votare per il loro cantante preferito, che tornerà per l'ultimo spettacolo della giornata.

### Finale dello Show "Dream Ticket"
L'ultimo spettacolo di ogni giorno sarà eseguito dai vincitori di quel giorno degli spettacoli preliminari. Anche in questo caso, il voto per il pubblico dal vivo decreterà il vincitore. Il vincitore della serata riceverà un "Dream Ticket" che consentirà di lui o lei per bypassare la coda di una delle selezioni regionali di American Idol per il programma televisivo, a condizione che egli soddisfi la i limiti di età e i requisiti di residenza. Se il vincitore non sarà ammissibile, lui o lei sarà autorizzato a trasferire il "Dream Ticket" a un'altra persona, o conservare il biglietto fino al raggiungimento del limite di età.